# Llista de topònims de Vilabella
Llista de topònims (noms propis de lloc) del municipi de Vilabella, a l'Alt Camp
Informació actualitzada per un bot. Els canvis manuals es perdran quan s'actualitzi!

## cabana
| imatge | Nom                  | Ubicat a  | instància de | Detalls | coordenades                                                         | Protecció | Commons (més fotos) | Dades a WD                    |
| ------ | -------------------- | --------- | ------------ | ------- | ------------------------------------------------------------------- | --------- | ------------------- | ----------------------------- |
|        | corral del Canyelles | Vilabella | cabana       |         | 41° 13′ 45″ N, 1° 19′ 58″ E / 41.2292967608851°N,1.33264074667531°E |           |                     | Modifica les dades a Wikidata |
|        | pallissa del Vidal   | Vilabella | cabana       |         | 41° 13′ 23″ N, 1° 20′ 37″ E / 41.2229886656336°N,1.34366927461764°E |           |                     | Modifica les dades a Wikidata |

## casa
| imatge | Nom                              | Ubicat a  | instància de | Detalls                                                              | coordenades                                                                          | Protecció                                            | Commons (més fotos)                          | Dades a WD                    |
| ------ | -------------------------------- | --------- | ------------ | -------------------------------------------------------------------- | ------------------------------------------------------------------------------------ | ---------------------------------------------------- | -------------------------------------------- | ----------------------------- |
|        | el Castell                       | Vilabella | casa         | Estil: arquitectura gòtica arquitectura del Renaixement 15th century | 41° 14′ 51″ N, 1° 19′ 50″ E / 41.247415°N,1.330474°E ca:Carrer Sant Pere, 1 254 msnm | bé d'interès cultural bé cultural d'interès nacional | El Castell (Vilabella)                       | Modifica les dades a Wikidata |
|        | habitatge al carrer del Roser, 6 | Vilabella | casa         | Estil: arquitectura popular Estat: enderrocat o destruït             | 41° 14′ 52″ N, 1° 19′ 50″ E / 41.24765°N,1.330629°E ca:C. del Roser, 6               | bé integrant del patrimoni cultural català           | Habitatge al carrer del Roser, 6 (Vilabella) | Modifica les dades a Wikidata |

## edifici
| imatge | Nom                                | Ubicat a  | instància de | Detalls                                                  | coordenades                                          | Protecció                                  | Commons (més fotos)                            | Dades a WD                    |
| ------ | ---------------------------------- | --------- | ------------ | -------------------------------------------------------- | ---------------------------------------------------- | ------------------------------------------ | ---------------------------------------------- | ----------------------------- |
|        | Convent de les Germanes Dominiques | Vilabella | edifici      |                                                          | 41° 14′ 51″ N, 1° 19′ 53″ E / 41.247409°N,1.331351°E | bé cultural d'interès local                | Convent de les Germanes Dominiques (Vilabella) | Modifica les dades a Wikidata |
|        | Hospital dels Pobres               | Vilabella | edifici      | Estil: arquitectura popular Estat: enderrocat o destruït | 41° 14′ 49″ N, 1° 19′ 49″ E / 41.246866°N,1.330413°E | bé integrant del patrimoni cultural català | Antic hospital (Vilabella)                     | Modifica les dades a Wikidata |

## església
| imatge | Nom                      | Ubicat a  | instància de    | Detalls                         | coordenades                                                   | Protecció                                  | Commons (més fotos)    | Dades a WD                    |
| ------ | ------------------------ | --------- | --------------- | ------------------------------- | ------------------------------------------------------------- | ------------------------------------------ | ---------------------- | ----------------------------- |
|        | Ermita de Vilabella      | Vilabella | església ermita | Estil: arquitectura barroca     | 41° 14′ 32″ N, 1° 19′ 47″ E / 41.242153°N,1.329827°E          | bé integrant del patrimoni cultural català |                        | Modifica les dades a Wikidata |
|        | Sant Pere de Vilabella   | Vilabella | església        | Estil: arquitectura neoclàssica | 41° 14′ 54″ N, 1° 19′ 51″ E / 41.2482°N,1.33093°E             | bé integrant del patrimoni cultural català | Sant Pere de Vilabella | Modifica les dades a Wikidata |
|        | Santa Maria de Vilabella | Vilabella | església        | Estil: arquitectura gòtica      | 41° 14′ 48″ N, 1° 19′ 47″ E / 41.246729°N,1.329795°E          | bé integrant del patrimoni cultural català |                        | Modifica les dades a Wikidata |
|        | l'Ermita                 | Vilabella | església        | Estat: ruïnós                   | 41° 14′ 32″ N, 1° 19′ 47″ E / 41.242145°N,1.329814°E 238 msnm |                                            |                        | Modifica les dades a Wikidata |

## font
| imatge | Nom            | Ubicat a  | instància de | Detalls | coordenades                                                         | Protecció | Commons (més fotos) | Dades a WD                    |
| ------ | -------------- | --------- | ------------ | ------- | ------------------------------------------------------------------- | --------- | ------------------- | ----------------------------- |
|        | font del Madró | Vilabella | font         |         | 41° 13′ 25″ N, 1° 20′ 40″ E / 41.2234763481093°N,1.34438470288571°E |           |                     | Modifica les dades a Wikidata |
|        | font del Racó  | Vilabella | font         |         | 41° 13′ 57″ N, 1° 19′ 55″ E / 41.232415079097°N,1.3319779194406°E   |           |                     | Modifica les dades a Wikidata |

## masia
| imatge | Nom              | Ubicat a  | instància de | Detalls | coordenades                                                         | Protecció | Commons (més fotos) | Dades a WD                    |
| ------ | ---------------- | --------- | ------------ | ------- | ------------------------------------------------------------------- | --------- | ------------------- | ----------------------------- |
|        | Mas Fuster       | Vilabella | masia        |         | 41° 13′ 21″ N, 1° 20′ 21″ E / 41.2224293549845°N,1.33923353015879°E |           |                     | Modifica les dades a Wikidata |
|        | Mas Roig         | Vilabella | masia        |         | 41° 15′ 08″ N, 1° 21′ 17″ E / 41.2522757995392°N,1.35463814367682°E |           |                     | Modifica les dades a Wikidata |
|        | Mas d'en Cerdà   | Vilabella | masia        |         | 41° 15′ 36″ N, 1° 21′ 03″ E / 41.2599410937543°N,1.35086469863447°E |           |                     | Modifica les dades a Wikidata |
|        | Mas d'en Gatell  | Vilabella | masia        |         | 41° 14′ 25″ N, 1° 20′ 23″ E / 41.2403332035294°N,1.33966330689783°E |           |                     | Modifica les dades a Wikidata |
|        | Mas de Messeguer | Vilabella | masia        |         | 41° 15′ 43″ N, 1° 18′ 48″ E / 41.261867170004°N,1.3133230552441°E   |           |                     | Modifica les dades a Wikidata |
|        | Mas de Muster    | Vilabella | masia        |         | 41° 15′ 03″ N, 1° 21′ 00″ E / 41.25093972°N,1.34993333°E 236 msnm   |           |                     | Modifica les dades a Wikidata |
|        | Mas de Ramonet   | Vilabella | masia        |         | 41° 13′ 32″ N, 1° 20′ 24″ E / 41.2256745541018°N,1.34003425843652°E |           |                     | Modifica les dades a Wikidata |
|        | Mas de Tost      | Vilabella | masia        |         | 41° 14′ 22″ N, 1° 18′ 03″ E / 41.2395611197355°N,1.30094826343061°E |           |                     | Modifica les dades a Wikidata |
|        | Mas de la Cua    | Vilabella | masia        |         | 41° 13′ 40″ N, 1° 20′ 26″ E / 41.22788056°N,1.34050278°E 207 msnm   |           |                     | Modifica les dades a Wikidata |
|        | Mas de la Pau    | Vilabella | masia        |         | 41° 13′ 26″ N, 1° 20′ 54″ E / 41.22380556°N,1.34842222°E 148 msnm   |           |                     | Modifica les dades a Wikidata |
|        | Mas del Duran    | Vilabella | masia        |         | 41° 15′ 23″ N, 1° 19′ 26″ E / 41.2562730800651°N,1.32390982814545°E |           |                     | Modifica les dades a Wikidata |
|        | Masia de l'Oliva | Vilabella | masia        |         | 41° 15′ 17″ N, 1° 19′ 39″ E / 41.2545870293095°N,1.32750979612817°E |           |                     | Modifica les dades a Wikidata |
|        | Xalet del Fuster | Vilabella | masia        |         | 41° 15′ 25″ N, 1° 19′ 22″ E / 41.256850309507°N,1.32272532313°E     |           |                     | Modifica les dades a Wikidata |
|        | les Cabeces      | Vilabella | masia        |         | 41° 13′ 33″ N, 1° 19′ 20″ E / 41.2259584122949°N,1.32233406488948°E |           |                     | Modifica les dades a Wikidata |

## Misc
| imatge | Nom                            | Ubicat a                             | instància de                                   | Detalls                                                  | coordenades                                                                                              | Protecció                                  | Commons (més fotos)             | Dades a WD                    |
| ------ | ------------------------------ | ------------------------------------ | ---------------------------------------------- | -------------------------------------------------------- | --- | ------------------------------------------ | ------------------------------- | ----------------------------- |
|        | Estació de Vilabella           | Vilabella                            | estació de ferrocarril edifici                 |                                                          | 41° 14′ 22″ N, 1° 19′ 03″ E / 41.239463888889°N,1.3173861111111°E                                        |                                            |                                 | Modifica les dades a Wikidata |
|        | Granja Oliver                  | Vilabella                            | granja                                         |                                                          | 41° 15′ 07″ N, 1° 19′ 36″ E / 41.2518475483743°N,1.32680389313868°E                                      |                                            |                                 | Modifica les dades a Wikidata |
|        | Hort del Vidal                 | Vilabella                            | indret                                         |                                                          | 41° 14′ 43″ N, 1° 19′ 26″ E / 41.2453365115337°N,1.32379557534379°E                                      |                                            |                                 | Modifica les dades a Wikidata |
|        | Molí de Bràfim                 | Vilabella                            | molí d'aigua                                   |                                                          | 41° 15′ 10″ N, 1° 21′ 19″ E / 41.2528°N,1.35541°E                                                        | bé integrant del patrimoni cultural català |                                 | Modifica les dades a Wikidata |
|        | Pont de la Foradada            | Vilabella                            | pont                                           |                                                          | 41° 14′ 12″ N, 1° 19′ 59″ E / 41.2365967800736°N,1.33292056721704°E                                      |                                            |                                 | Modifica les dades a Wikidata |
|        | Portal de Sant Pere            | Vilabella                            | porta de ciutat                                | Estil: arquitectura gòtica 15th century Estat: bon estat | 41° 14′ 49″ N, 1° 19′ 44″ E / 41.246966°N,1.328894°E ca:Final carrer de Sant Pere                        | bé integrant del patrimoni cultural català | Portal de Sant Pere (Vilabella) | Modifica les dades a Wikidata |
|        | Rectoria de Vilabella          | Vilabella                            | rectoria                                       | Estil: arquitectura popular                              | 41° 14′ 53″ N, 1° 19′ 53″ E / 41.248035°N,1.331364°E                                                     | bé integrant del patrimoni cultural català | Rectoria de Vilabella           | Modifica les dades a Wikidata |
|        | Vilabella                      | Vilabella                            | entitat singular de població capital municipal | 725 hab                                                  | 41° 14′ 52″ N, 1° 19′ 49″ E / 41.24779°N,1.33019°E 254 msnm                                              |                                            |                                 | Modifica les dades a Wikidata |
|        | casa consistorial de Vilabella | Vilabella                            | casa consistorial                              |                                                          | 41° 14′ 48″ N, 1° 19′ 47″ E / 41.2467214°N,1.3298236°E                                                   |                                            |                                 | Modifica les dades a Wikidata |
|        | coves de Gatell                | Vilabella                            | cova                                           |                                                          | 41° 14′ 21″ N, 1° 20′ 12″ E / 41.2390382424576°N,1.33668898710333°E                                      |                                            |                                 | Modifica les dades a Wikidata |
|        | el Padrós                      | Vilabella                            | nucli de població                              |                                                          | 41° 14′ 19″ N, 1° 18′ 54″ E / 41.238474629136°N,1.315118031191°E                                         |                                            |                                 | Modifica les dades a Wikidata |
|        | la Creu de Castellet           | Vilabella                            | creu monumental edifici històric               |                                                          | 41° 15′ 23″ N, 1° 18′ 56″ E / 41.2562761663413°N,1.31548288675153°E                                      |                                            |                                 | Modifica les dades a Wikidata |
|        | riu Gaià                       | Conca de Barberà Alt Camp Tarragonès | curs d'aigua                                   | Desemboca: mar Mediterrània Llarg: 59km Conca: 423.8km²  | 41° 31′ 55″ N, 1° 23′ 15″ E / 41.531903°N,1.38742°E 41° 07′ 53″ N, 1° 22′ 03″ E / 41.131362°N,1.367462°E |                                            | Gaià River                      | Modifica les dades a Wikidata |